# Shota Oni
 (ショタおに Shota Oni?) es una serie japonesa de manga boys love escrita e ilustrada por Miyuki Nakayama. Comenzó a publicarse en septiembre de 2021 en el sitio web Comic Seymour de NTT Solmare, bajo la marca de manga de boys love Gangan BLiss de Square Enix. Se ha anunciado una adaptación al anime.

## Medios

### Manga
Escrito e ilustrado por Miyuki Nakayama, Shota Oni comenzó a serializarse en el sitio web Comic Seymour de NTT Solmare bajo la marca de manga de amor entre chicos (boys love) Gangan BLiss de Square Enix el 1 de septiembre de 2021. Sus capítulos se han recopilado en seis volúmenes tankōbon a partir de marzo de 2025.
| N.º | Título | Fecha de lanzamiento     | ISBN original     |
| --- | ------ | ------------------------ | ----------------- |
| 1   |        | 21 de noviembre de 2021  | 978-4-7575-7584-4 |
| 2   |        | 22 de junio de 2022      | 978-4-7575-7980-4 |
| 3   |        | 21 de febrero de 2023    | 978-4-7575-8371-9 |
| 4   |        | 21 de septiembre de 2023 | 978-4-7575-8745-8 |
| 5   |        | 20 de junio de 2024      | 978-4-7575-9259-9 |
| 6   |        | 22 de marzo de 2025      | 978-4-7575-9756-3 |

### Anime
Se anunció una adaptación al anime tras la publicación del sexto volumen del manga, lanzado el 22 de marzo de 2025.

## Recepción
La serie ganó el premio en la categoría Mejor Próxima Generación (Recién Llegado) en los Premios BL del sitio web de boys love Chil-Chil de 2022.